# Krzywczyce (Białoruś)
Krzywczyce (biał. Крыўчыцы; ros. Кривчицы) – wieś na Białorusi, w obwodzie brzeskim, w rejonie pińskim, w sielsowiecie Stawek, przy drodze republikańskiej R6.
Obecnie w skład miejscowości wchodzi także dawny majątek (folwark) Podhacie.

## Historia
W dwudziestoleciu międzywojennym Krzywczyce i Podhacie leżały w Polsce, w województwie poleskim, w powiecie pińskim, do 18 kwietnia 1928 w gminie Stawek, następnie w gminie Pinkowicze. Po II wojnie światowej w granicach Związku Sowieckiego. Od 1991 w niepodległej Białorusi.

## Kaplica
W majątku Podhacie znajdowała się kaplica katolicka parafii pińskiej, zniesiona w II poł. XX w. i przywrócona w czasach międzywojennych, gdy ponownie była to filia parafii katedralnej w Pińsku.
Obecnie w Krzywczycach znajduje się, pochodząca z czasów współczesnych, kaplica katolicka pw. św. Anny, będąca kaplicą filialną parafii katedralnej w Pińsku.